# Йорго Шундовски
Йорго Шундовски (на македонска литературна норма: Jорго Шундовски) е северномакедонски политик.

## Биография
Роден е през 1955 година в Битоля, Югославия. Завършва Архитектурния факултет на Скопския университет. В периода 1994-1997 година е министър на околната среда и планирането. Членува в Социалдемократическия съюз на Македония.